# 小果柿
小果柿（学名：Diospyros vaccinioides）为柿科柿属下的一个种，分布于台湾、海南、香港、深圳等地。因其在台湾产于屏东县楓港地区，故台湾又称为「楓港柿」。它是一种比较常见的盆景植物，在盆景界称为黑骨香、黑骨茶，有时也假托"小叶紫檀"、"印度紫檀"、"黑檀"、"紫檀"等名字贩卖。

## 扩展阅读
- 維基物種上的相關：小果柿